# Stede Broec
Stede Broec é um município dos Países Baixos, situado na província da Holanda do Norte. Tem 16,37 km² de área e sua população em 2020 foi estimada em 21.773 habitantes.